# Цанава, Лаврентий Фомич
Лавре́нтий Фоми́ч Цана́ва (до 1938 года носил фамилию Джанджгава (Джанджава)) (9 (22) августа 1900, село Нахунаво, Кутаисская губерния, Российская империя (ныне Самегрело-Верхняя Сванетия, Грузия) — 12 октября 1955, Москва) — деятель ВЧК—ОГПУ—НКВД СССР—МГБ, генерал-лейтенант, заместитель министра госбезопасности СССР в 1951—1952 годах, нарком внутренних дел БССР в 1938—1941 годах. Министр Государственной безопасности БССР в 1943—1951 годах. Близкий друг Л. П. Берии. Один из организаторов сталинских репрессий, входил в группу убийц С. М. Михоэлса.
Член ВКП(б) с 1920 года. Депутат Верховного Совета СССР 2—3-го созывов. Депутат Верховного Совета БССР первого созыва. По национальности — грузин. Снят с должности начальника 2-го Главного управления МГБ СССР 15 февраля 1952 года, вероятно, в рамках подготовки к планируемому смещению Л. П. Берии. После смерти Сталина, 4 апреля 1953 года был арестован, умер в Бутырской тюрьме во время следствия.

## Биография
Лаврентий Джанджгава родился в мегрельской деревне Нахунаво Сенакского уезда Кутаисской губернии (ныне — в Мартвильском муниципалитете мхаре (края) Самегрело-Верхняя Сванетия Грузии) в семье крестьянина-бедняка.
Учился в гимназии Тифлиса, в 1919 году бросил учёбу, впоследствии посещал вечерние общеобразовательные курсы.
С августа 1920 года — член партии. В феврале 1921 года организовывал в родном селе повстанческие отряды. Затем в органах ЧК Грузии.
С марта 1921 года начальник политбюро ЧК Сенакского уезда, с февраля 1922 года — Тианетского, с мая 1922 года — Телавского и в марте — декабре 1923 года — Борчалинского уездов.
Как указывается в справке по делу Л. Ф. Цанава от 10 октября 1955 года:

В августе 1922 года, исполняя обязанности начальника политбюро ЧК Телавского уезда Грузии, Цанава, носивший тогда фамилию Джанджгава, злоупотреблял служебным положением и, кроме того, похитил с применением оружия девушку. За эти преступления решением Особой комиссии при Президиуме Всегрузинского ЦИК, утверждённым Президиумом ЦИК, Цанава был приговорён к заключению «в лагерях принудительных работ сроком на 5 лет со строгой изоляцией». Некоторое время Цанава содержался под стражей, но затем скрылся, в связи с чем в ноябре 1922 года был объявлен его розыск. Однако в июне 1923 года, в результате вмешательства Берия, Президиум Груз[инской] ЧК пересмотрел дело Джанджгава, неосновательно освободив его от ответственности.

В 1922 году при партийной регистрации был исключён из РКП(б) по обвинению в похищении невесты. Л. П. Берия 23 июня 1923 года обратился с письмом в ЦКК Грузии, ходатайствуя о восстановлении Джанджгава в партии. В 1924 году Джанджгава восстановлен в РКП(б).
- январь 1924 года — апрель 1925 года — заместитель начальника УГРО АО Тифлисского горисполкома.
- апрель 1925 года — март 1926 года — начальник политбюро ЧК Потийского уезда.
- март 1926 года — декабрь 1928 года — помощник прокурора НКЮ Грузинской ССР по Восточной Грузии.
- февраль — май 1929 года — в ОО ГПУ 1-й Грузинской дивизии.
- май — июнь 1929 года — начальник политбюро ЧК Шорапанского уезда.
- июнь 1929 года — декабрь 1930 года — начальник Чиатурского РО ГПУ.
- с 1932 года — начальник 1-го отделения СПО ГПУ Грузинской ССР.

### На советской и партийной работе
- С февраля 1933 года — заместитель уполномоченного Наркомата совхозов ЗСФСР в Грузии.
- С марта 1933 года — заместитель председателя правления Цекавшири (Потребсоюз Грузии).
- 1933 год — февраль 1934 года — заместитель директора Лимантреста.
- 1934 год — январь 1935 года — заместитель начальника Субтропического управления Наркомата земледелия ЗСФСР.
- январь — март 1935 года — заместитель управляющего Самтрестом, начальник виноградного управления.
- март 1935 года — март 1937 года — 1-й секретарь Потийского горкома КП(б) Грузии.
- март — июль 1937 года — 1-й секретарь Цхакаевского райкома КП(б) Грузии.
- 20 июля — октябрь 1937 года — 1-й заместитель наркома земледелия Грузинской ССР.
- октябрь 1937 года — декабрь 1938 года — начальник Колхидстроя.

По некоторым данным в 1937 году заочно окончил Одесский педагогический институт. Согласно личному листку по учёту кадров, собственноручно им заполненному в 1946 году (хранится в Национальном архиве Республики Беларусь) на вопрос об образовании указано «среднее».
С 21 марта 1939 по 5 октября 1952 года — член Центральной Ревизионной Комиссии ВКП(б).

### В НКВД—НКГБ
- 17 декабря 1938 года Старший майор государственной безопасности Л. Ф. Цанава был назначен наркомом внутренних дел Белорусской ССР.
- 26 февраля — 31 июля 1941 года — нарком госбезопасности Белорусской ССР.

Был одним из организаторов массового расстрела заключённых — 3870 человек (по другим данным 4465 человек) в Западной Белоруссии. В ночь с 19 на 20 июня 1941 года проводится четвёртая по счёту депортация населения из Западной Белоруссии. Было выселено 22353 человека.

### Великая Отечественная война
В годы Великой Отечественной войны на фронте.
- Постановлением Государственного Комитета Обороны СССР № 57 от 8 июля 1941 года комиссар госбезопасности 3 ранга Л. Ф. Цанава был назначен уполномоченным ГКО в Смоленской области.
- 19 июля — 21 октября 1941 года — начальник Особого отдела НКВД Западного фронта, был тяжело контужен и ранен. Генерал И. Л. Устинов вспоминал о Цанаве: «по начальному периоду Отечественной войны он остался в моей памяти вдумчивым, спокойным, заботливым руководителем, уверенным в нашей победе человеком»[8].
- 21 октября 1941 года — 19 апреля 1943 года — заместитель начальника Управления Особых отделов НКВД СССР.
- 10 января 1942 года — 6 марта 1943 года — начальник Особого отдела НКВД Западного фронта.
- 6 марта — 29 апреля 1943 года — начальник Особого отдела НКВД Центрального фронта.
- 7 мая 1943 года — 15 марта 1946 года — народный комиссар государственной безопасности Белорусской Советской Социалистической Республики.
- 1943—1945 гг. заместитель начальника Центрального штаба партизанского движения.
- 11 января — 4 июля 1945 года — Уполномоченный НКВД СССР по 2-му Белорусскому фронту.

### После Великой Отечественной войны
- 15 марта 1946 года — 29 октября 1951 года — министр государственной безопасности Белорусской Советской Социалистической Республики.
- 29 октября 1951 года — 14 февраля 1952 года — заместитель министра госбезопасности СССР.
- 6 ноября 1951 года — 15 февраля 1952 года — начальник 2-го Главного управления МГБ СССР.

Согласно справке по делу Л. Ф. Цанава от 10 октября 1955 года, он лично принимал участие в избиении арестованных.

### Убийство С. М. Михоэлса
Сотрудники МГБ совершили убийство С. М. Михоэлса прямо на даче Лаврентия Цанавы. Показания Цанавы, согласно изложению в записке Л. П. Берии:

Примерно в 10 часов вечера МИХОЭЛСА и ГОЛУБОВА завезли во двор дачи (речь идёт о даче ЦАНАВЫ на окраине Минска). Они немедленно с машины были сняты и раздавлены грузовой автомашиной. Примерно в 12 часов ночи, когда по городу Минску движение публики сокращается, трупы МИХОЭЛСА и ГОЛУБОВА были погружены на грузовую машину, отвезены и брошены на одной из глухих улиц города. Утром они были обнаружены рабочими, которые об этом сообщили в милицию.

После смерти Сталина 2 апреля 1953 года Л. П. Берия обратился с письмом в Президиум ЦК КПСС на имя Г. М. Маленкова о выяснившихся обстоятельствах гибели Народного артиста СССР Соломона Михоэлса. Берия заявлял, что МВД считает необходимым арестовать и привлечь к уголовной ответственности заместителя министра государственной безопасности СССР Огольцова и Цанаву, а указ Президиума Верховного Совета СССР о награждении участников убийства Михоэлса и Голубова отменить.

### Арест и смерть
11 марта 1952 года освобождён от должности начальника 2-го Главного управления МГБ СССР и уволен на пенсию из органов госбезопасности «по болезни». После этого сразу был допрошен с целью сбора компрометирующей информации против своего друга Л. П. Берии в рамках подготовки к смещению Берии, планируемого ещё при жизни Сталина. В июне 1952 года решением секретариата ЦК ВКП(б) (ст. 631/148г) был утверждён в должности начальника Главной инспекции МВД СССР, но Политбюро ЦК его не утвердило.
После смерти Сталина был назначен одним из распорядителей на его похоронах, а через месяц, 4 апреля 1953 года, арестован по приказу Л. П. Берии. Обвиняемый по статьям 58-1 п. «б» и 58-2 УК РСФСР Л. Ф. Цанава содержался в камере № 310 Бутырской тюрьмы. В числе прочего, был обвинён в соучастии в убийстве С. М. Михоэлса. Находясь под стражей, направил ряд заявлений в адрес Г. М. Маленкова и К. Е. Ворошилова. 17 февраля 1955 года написал письмо К. Е. Ворошилову, всё ещё пытаясь выторговать спасение.

Только лично.
Председателю Президиума

Верховного Совета СССР

гражданину Ворошилову К. Е.
ЗАЯВЛЕНИЕ
Уже несколько раз писал я о том, что я знаю в горах, примыкающих к хутору, где я родился и рос, огромное месторождение нефти и каменного угля. Это место никому не известно, и до сих пор там никакая работа не проводилась. В детстве, когда я был пастухом, я с этих мест снабжал нефтью и углем как нашу семью, так и соседей. В 1938 г., будучи начальником Колхидстроя, я туда ездил с одним инженером, работавшим у меня, и факт наличия там большого запаса нефти и угля не вызывает сомнения, потому что все это выпирает на поверхность. В 1938 г. я был переведен на работу в БССР, и этот вопрос остался неисследованным.
Дорогой г-нин Ворошилов! Я заинтересован принести Родине пользу, не страдая никакими фантазиями и причудами. Это очень большое дело, поэтому прошу Вас дать мне возможность показать это место специалистам под любое условие. Я больной человек, какое-нибудь злое намерение с моей стороны совершенно исключается. Берия мой враг, он меня погубил. Я не виновен. Если для Родины я буду полезен, прошу тогда решить вопрос обо мне. Арестованный — Цанава.

Лаврентий Фомич Цанава умер 12 октября 1955 года, во время следствия в Бутырской тюрьме.

Докладываю, что дело по обвинению быв. министра государственной безопасности БССР Цанавы Лаврентия Фомича прекращено за смертью обвиняемого. Цанава умер в Бутырской тюрьме 12 октября. Смерть Цанавы Л. Ф. наступила от недостаточной сердечной деятельности на почве резкого склероза венечных артерий и хронической аневризмы сердца. Заболевание Цанавы имело давний характер и являлось необратимым.

## Личная жизнь
Жена — Цанава (Джанджгава) Тамара Абрамовна (1903—1944, похоронена на Новодевичьем кладбище, автор надгробия скульптор Г. И. Мотовилов).

## Звания
- Старший майор государственной безопасности (28 декабря 1938 г.)
- Комиссар государственной безопасности 3-го ранга (14 марта 1940 г.)
- Генерал-лейтенант (9 июля 1945 г.).

## Награды
- Четыре ордена Ленина:
  - № 5842 26 апреля 1940 — за успешное выполнение заданий Правительства по охране государственной безопасности
  - № 51105 30 апреля 1946 — за выслугу лет
  - № 82167 30 декабря 1948 — в связи с 30-летием Белорусской ССР
  - № 124924 12 августа 1950 — в связи с 50-летием со дня рождения
- Пять орденов Красного Знамени:
  - № 26342 12 апреля 1942 — за самоотверженную работу по укреплению боеспособности частей Запфронта и беспощадную борьбу с фашистской агентурой[16][17]
  - № 4221 20 сентября 1943 — за выполнение заданий Правительства в годы войны
  - № 1366 3 ноября 1944 — за выслугу лет
  - № 969 28 октября 1948 — за убийство Соломона Михоэлса, лишён этого ордена Указом Президиума Верховного Совета СССР от 9 апреля 1953
  - № 207 1 июня 1951 — за выслугу лет
- Орден Суворова 1 степени (№ 214, 15 августа 1944)
- Два ордена Кутузова 1-й степени:
  - № 567 21 апреля 1945 — за борьбу с национальным сопротивлением в Белоруссии
  - № 568 29 мая 1945 — за успешное выполнение заданий Командования по организации перевозок оборонных и народнохозяйственных грузов в годы войны[18][19]
- Орден «Трудового Красного Знамени ССР Грузии» (№ 105, 1930)
- Орден Красного Знамени (Монгольская Народная Республика) (№ 402, 1942)
- Орден Республики (Тувинская Народная Республика) (№ 95, апрель 1942)
- Орден «Крест Грюнвальда» 3 степени (Польша)
- советские медали
- 3 польские медали
- Знак Нагрудный знак «Заслуженный работник НКВД» (28 мая 1941)

## Ранения
Был ранен не менее двадцати раз, в том числе:
- В 1921 году, будучи начальником Сенакского уездного политбюро ЧК, получил 11 пулевых ранений.
- В 1922 году в борьбе с политбандой Голокаева 4 раза был ранен.
- В 1924 году при ликвидации восстания в Грузии был 5 раз ранен.
- В 1941 году на Западном фронте был ранен и контужен.

## Основные работы
- Цанава Л. Всенародная партизанская война в Белоруссии против фашистских захватчиков. Зарождение и развитие партизанского движения. Ч. 1. — Минск: ГИЗ БССР, 1949. — 352 с.[20]